# Senne wędrówki
Senne wędrówki – trzecia płyta warszawskiego zespołu rockowego Klan, wydana na nośniku kompaktowym w 2011 roku nakładem wytwórni GAD Records. Płyta zawiera archiwalne nagrania z 1971 roku zarejestrowane specjalnie dla Polskiej Kroniki Filmowej. W 2019 roku wytwórnia GAD Records dokonała reedycji płyty w wersji CD oraz na winylu.

## Lista utworów
1. „Automaty” – 2:46
2. „Taniec głodnego” – 3:24
3. „Z brzytwą na poziomki” – 2:23
4. „Sen” – 3:27
5. „[Rajd] Safari” – 1:43
6. „Epidemia euforii” – 2:38
7. „Trzeba było mnie nie budzić” – 3:33
8. „Szkoła” – 2:39
9. „Nie stało się nic” – 2:37
10. „Pociągi” – 3:09
11. „Senne wędrówki” – 2:29
12. „Gdzie jest człowiek” – 2:46
13. „Kuszenie” – 3:45

## Twórcy
- Marek Ałaszewski – gitara, śpiew, flet, kazoo
- Maciej Głuszkiewicz – organy, fortepian
- Roman Pawelski – gitara basowa
- Andrzej Poniatowski – perkusja